# Ananasy z mojej klasy
Ananasy z mojej klasy – program rozrywkowy emitowany w stacji TVN, prowadzony początkowo przez Sandrę Nowak, a później przez Zygmunta Chajzera, oparty na formacie The Class Reunion.

## Charakterystyka programu
Do programu zapraszano dwie znane osoby wraz z ich znajomymi ze szkoły średniej. Na początku gwiazdy musiały rozpoznać wśród publiczności swoich dawnych kolegów, potem wraz z nimi tworzyły drużyny, które brały udział w różnych konkurencjach, zazwyczaj zabawnych. Przy tej okazji wspominano dawne czasy. W każdym odcinku występowała też gwiazda muzyki z piosenką kojarzącą się ze szkolnymi czasami gości biorących udział w programie.
Do udziału w niektórych odcinkach zapraszano też inne osoby, np. nauczycieli, przyjaciół artystów, ich małżonków czy też po prostu ludzi, którzy mieli wpływ na ich życie.
Oprawę muzyczną stanowiła melodia piosenki „Tak bardzo się starałem” Czerwonych Gitar.

## Nagrody
W 2002 roku na III Festiwalu Dobrego Humoru w Gdańsku program został uznany za najzabawniejszy talk-show. 